# Erythranthe szechuanensis
Erythranthe szechuanensis är en gyckelblomsväxtart som först beskrevs av Y.Y.Pai, och fick sitt nu gällande namn av Guy L. Nesom. Erythranthe szechuanensis ingår i släktet Erythranthe och familjen gyckelblomsväxter. Inga underarter finns listade i Catalogue of Life.